# Honaz
Honaz es una ciudad y un distrito de la provincia de Denizli, en Turquía. La ciudad está ubicada en las laderas del monte Honaz.

## Economía
La economía de Honaz se centra en la producción de cerezas, que constituyen el 80% de su producto agrícola y se exportan desde Turquía, generando hasta 35 millones de dólares de ingresos anuales. Hay un festival anual de la cereza en la ciudad. Tomates y otras frutas y verduras se cultivan y crece una variedad local de olivo silvestre.

## Historia
En la antigüedad se conocía como Colosas, ciudad fundada en 500 a. C. por los frigios, y que pasó a manos de los antiguos griegos. Heródoto y Jenofonte registraron el paso de los ejércitos griegos y persas por Colosas durante las guerras médicas, cuando era una gran ciudad frigia. Se conservan algunas ruinas de la antigua ciudad, que no ha sido aún excavada. Al igual que muchas otras ciudades antiguas de la región, Colosas fue destruida por terremotos, con poco sobrevivientes.
En el período bizantino su nombre fue Chonai o Conas. La ciudad se asentó en la ubicación actual de Honaz, durante las invasiones árabes del siglo VII. Tras siglos de dominación bizantina, la ciudad fue tomada por primera vez por los turcos selyúcidas en 1070, pero fue reconquistada durante el período de los Comnenos. Durante el reinado de Manuel I Comneno, Conas se destacó como una ciudad de frontera, con un comercio próspero y lugar de peregrinación para los cristianos y los musulmanes. El cronista bizantino Nicetas Coniata (c 1155-1216) era natural de la ciudad. Conas fue saqueada dos veces por los señores de la guerra locales independientes respaldados por los turcos (por Teodoro Mangaphas a finales de 1180 y por el Pseudo-Alejo en 1192). Finalmente cayó a manos de los selyúcidas poco después. Kaikosru I se comprometió a devolverla a los bizantinos, pero en vista de la caída del poder imperial causada por la Cuarta Cruzada y la conquista latina de Constantinopla, decidió asignarla a su suegro, el bizantino renegado Manuel Maurozomes. Este último clan se mantuvo como un señorío autónomo junto con Laodicea, cerca de la actual Denizli, desde 1205 hasta 1230. Teodoro I Láscaris llegó a aceptarlo en un acuerdo de 1206 con Kaikosru I.
Hay una fortaleza selyúcida en Honaz, y la Mezquita Murat que data del reinado del sultán otomano Murad II (1404-1451).

## Milagro de Conas

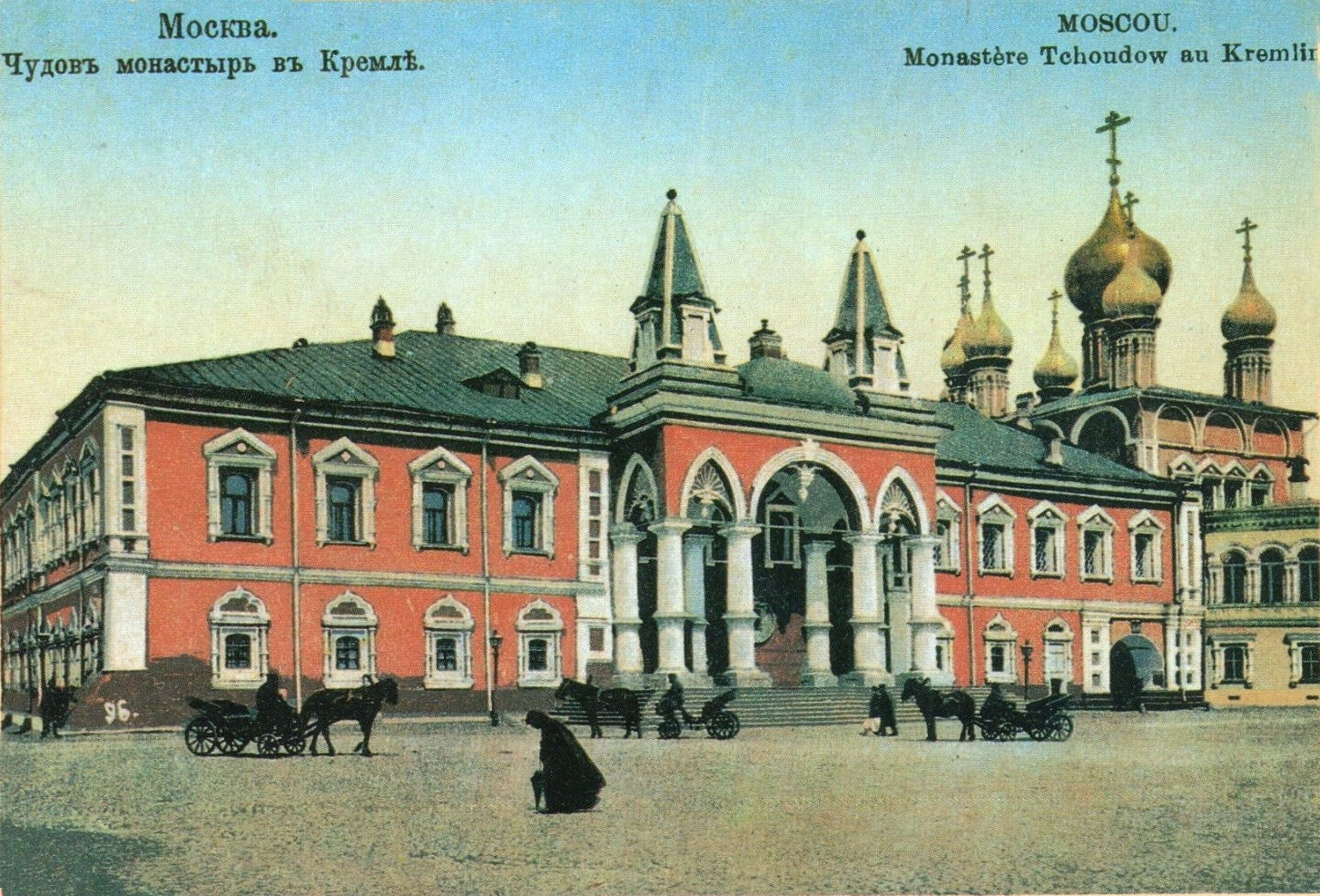
El hoy desaparecido Monasterio Chúdov del Kremlin de Moscú.

En el arte ruso y bizantino, el tema del milagro del arcángel Miguel en Conas está íntimamente ligado con este lugar. Relata la tradición, que Epafrás halló una fuente de agua en las inmediaciones de la ciudad. La bendijo y la consagró a Miguel Arcángel, por lo que se construyó una capilla ahí mismo, llamada Chairotipa o Cherotipa (“grabado a mano”). Dos siglos después, mientras esa capilla era custodiada por un monje llamado Arquipo, los paganos desviaron los ríos Lykokastros y Kouphos, con la intención de acabar con la fuente, con la capilla y con el sacristán. Hallábase Arquipo rezando en el interior, cuando se le apareció San Miguel y le dijo «Ponte en pie y sal, para contemplar el poder invencible de Dios». Salieron ambos, y el arcángel, después de extender el brazo y hacer la señal de la cruz en dirección de las aguas, exclamó «¡Canalizaos, aguas, por aquí!» y golpeó con su bastón el suelo, con lo que se abrió un agujero tan vasto que bastó para llevarse el flujo torrencial de agua que hacia la capilla se dirigía. Esa cascada hasta nuestros días puede verse. En griego, χωνί (joní) significa «embudo», de donde sale el nombre de Chonai o Conas.
En el Kremlin moscovita, el hoy desaparecido monasterio Chúdov (es decir del Milagro), donde los zares rusos eran bautizados, estaba dedicado al milagro de Conas.
Este evento lo conmemora la Iglesia Oriental el 6 de septiembrejul./ 19 de septiembregreg..